# La felicità (Fabrizio Moro)
La felicità è un singolo del cantautore italiano Fabrizio Moro, quarto estratto dall'album Pace e pubblicato il 27 ottobre 2017 dalla Sony Music.

## La canzone
Un brano toccante e di speranza, La felicità è una ballata nello stile autentico e unico di Fabrizio Moro. Argomenti principali sono l'amore e la felicità che spesso rischiano di allontanarsi l’uno dall'altro.

## Videoclip
Il videoclip, girato a Matera, è stato diretto da Fabrizio Cestari e pubblicato il 27 ottobre 2017 sul canale Vevo del cantautore. Ha ricevuto 1 milione di visualizzazioni. Il video rappresenta perfettamente il significato della canzone, la conquista della felicità. Attore protagonista è Giulio Beranek che si denuda di tutto ciò che gli appartiene, per lanciarsi metaforicamente nel vuoto. Il “salto” nel video, non è altro che un tuffo simbolico nell'acqua, un atto purificatore, che segna l'inizio di una nuova vita.

## Tracce
- Download digitale

1. La felicità – 3:28 (testo: Fabrizio Moro – musica: Fabrizio Moro - Roberto Cardelli)